# Hang Tuah

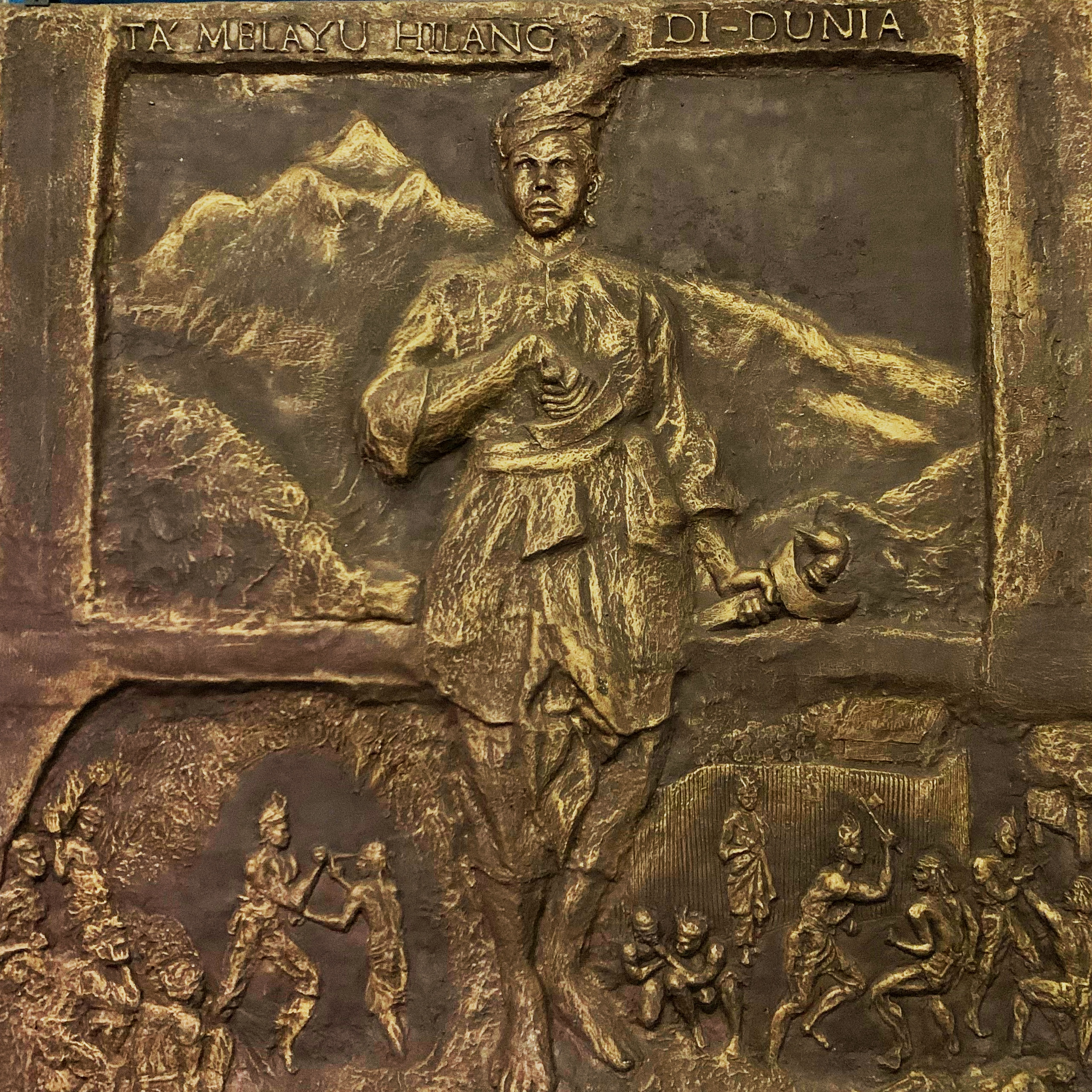
Bronze-Skulptur von Hang Tuah im National Museum in Kuala Lumpur

Hang Tuah ist ein mythischer Held der malaiischen Geschichte, der im 15. Jahrhundert gelebt haben soll. Er ist Titelheld des vom 15. bis 16. Jahrhundert entstandenen malaiischen Epos Hikayat Hang Tuah („Die Geschichte von Hang Tuah“) und wird auch in der im 17. Jahrhundert entstandenen Erzählung Sejarah Melayu („Die malaiische Chronik“) erwähnt. Innerhalb dieser Geschichten wird er als treuer Untertan des Sultans von Malakka dargestellt. Im heutigen Malaysia wird er als Nationalheld angesehen. Seine tatsächliche Existenz ist allerdings nicht gesichert.

## Darstellung im Epos
Die Erzählungen der Hikayat Hang Tuah sind in einen realen historischen Hintergrund eingebettet und spielen zur Regierungszeit des vierten Sultans von Malakka, Mansur Shah, der von 1459 bis 1477 regierte. Dessen Sultanat war zu dieser Zeit das mächtigste Reich auf der Malaiischen Halbinsel und in den umliegenden Regionen. 
Hang Tuah wird als Admiral der Flotte von Malakka beschrieben, der aufgrund seiner Erfolge in den Diensten des Sultans und seiner uneingeschränkten Loyalität zu diesem als ruhmreicher Held im Reich verehrt wird. Er besaß einen magischen Kris mit dem Namen Taming Sari, den er im Zweikampf mit einem Gegner aus dem verfeindeten Königreich Majapahit erbeutete und der seinen Besitzer in der Schlacht unbesiegbar macht. 
Der Ruhm Hang Tuahs führte jedoch dazu, dass Neider aus den Reihen der Gefolgsleute des Sultans eine Intrige ausheckten, und Hang Tuah bezichtigen, sich mit den Konkubinen des Sultans vergnügt zu haben. Dieser nahm Hang Tuah daraufhin seinen Kris ab und verurteilte ihn zum Tode, ohne die Anschuldigungen genauer untersuchen zu lassen. Zum Nachfolger und neuen Besitzer des Kris wurde Hang Jebat bestimmt, einer der engsten Freunde und Blutsbruder des Hang Tuah.
Der mit der Hinrichtung Hang Tuahs beauftragte oberste Minister des Sultans führte das Urteil jedoch nicht aus, sondern versteckte Hang Tuah. Hang Jebat, der davon nichts wusste und den Tod seines Freundes rächen wollte, richtete seinen Zorn auf den Sultan. Infolgedessen brach eine Rebellion im Reich los und Hang Jebat vertrieb den Sultan aus seinem Palast. Dieser befahl, den Verräter zu töten, doch niemand außer dem totgeglaubten Hang Tuah wäre stark genug gewesen, ihn im Zweikampf zu besiegen. Das Dilemma erkennend entließ der oberste Minister Hang Tuah schließlich aus seinem Versteck, der daraufhin zum Palast ging, um den Befehl des Sultans auszuführen. Hang Jebat war erleichtert, seinen Freund am Leben zu sehen, doch dieser forderte ihn zum Zweikampf heraus, wobei er den magischen Kris wieder erlangte und Hang Jebat tötete. Damit war die Ordnung wiederhergestellt, der Sultan kehrte in seinen Palast zurück und Hang Tuah hatte erneut seine uneingeschränkte Loyalität zu seinem Herrscher unter Beweis gestellt.

## Literarische Deutung
Obwohl Hang Tuah und Hang Jebat engste Freunde waren und letzterer nur rebellierte, um den Tod des ersteren zu rächen, ist Hang Tuahs Loyalität zum Sultan letztendlich unerschütterlich. In der klassischen Deutung galt diese Loyalität zum Herrscher als oberste Tugend eines jeden Malaien, und das Verhalten von Hang Tuah als höchstes Vorbild. Der Sultan war politisches und religiöses Oberhaupt, und seine Herrschaft als „Schatten Gottes auf Erden“ göttlich legitimiert und unanfechtbar. Jede gegen ihn gerichtete Aktion galt daher als Hochverrat nicht nur an Reich und Herrscher, sondern an Gott selbst. Hang Tuah zeigt seine Treue zu Sultan und Gott, indem er die Bindung zu seinem Freund Hang Jebat, der diese Ideale verraten hatte, überwindet. In dieser Deutung gilt Hang Tuah bis heute als malaysischer Nationalheld, so sind neben zahlreichen Straßen im ganzen Land beispielsweise eine Station der Kuala Lumpur Monorail und eine Fregatte der malaysischen Marine nach ihm benannt. 
Auch im Nachbarland Indonesien ist Hang Tuah hoch angesehen. So trägt in der indonesischen Marine eine Korvette seinen Namen. 
Erst in der modernen, nach dem Zweiten Weltkrieg entstandenen Lyrik wird die Geschichte teilweise anders interpretiert und in modernen Fassungen in Theaterstücken verarbeitet. So wird sie auch als Kritik an den Machthabern, hier dargestellt durch den Sultan, interpretieren, die keine Skrupel kennen, um ihre Macht zu erhalten. Andere Darstellungen sehen Hang Jebat als den eigentlichen Helden der Geschichte, der gegen falsche Zustände und Ungerechtigkeit in seinem Reich rebelliert und dafür letzten Endes stirbt, während Hang Tuah negativ gesehen und seine willenlose Loyalität zum Sultan als Kadavergehorsam gedeutet wird.